# Portugese waterhond
De Portugese waterhond is een van oorsprong door de Portugezen gefokt hondenras, dat als doel had vissers bij de visvangst te vergezellen. Ze zijn doorgaans zwart, maar kunnen ook bruin of wit zijn.
Het haar van de Portugese waterhond kan zowel in een "retrieversnit" als een "leeuwensnit" geknipt worden. In de leeuwensnit wordt het achterwerk, snuit en de aanzet van de staart geschoren en wordt het haar op de rest van het lichaam ongerept gelaten. Deze snit werd van oorsprong bij de Portugese vissershonden gebruikt om hun lichaam warm te houden, maar tegelijkertijd een optimale bewegingsvrijheid voor de achterpoten te bewerkstelligen. De staart werd op volle lengte gehouden omdat in die dagen sommige vissers niet konden zwemmen. De Portugese waterhond kon zijn baas dan eventueel in veiligheid brengen met zijn staart.
De retrieversnit bestaat eruit dat al het lichaamshaar op circa 2,5 centimeter wordt geknipt, waarbij sommige eigenaren de snuit en/of de aanzet van de staart verder bijknippen. Deze snit is moderner en komt vooral omdat fokkers het ras er minder ongewoon uit wilden laten zien voor potentiële kopers.

## Wetenschappelijk onderzoek
De Portugese waterhond is een van de weinige hondenrassen waarbinnen zowel grote als kleine varianten voorkomen. Recent onderzoek van Nate Sutter identificeerde dat deze variatie in grootte veroorzaakt wordt door slechts 1 gen, Igf-1 (of Insuline-like growth factor 1) genoemd.
Ditzelfde gen zorgt ook bij andere hondenrassen voor dwerggroei of reuzengroei. Variatie binnen het gen Igf-1 binnen het ras komt voor zover bekend echter alleen bij de Portugese waterhond voor.

## Trivia
- De First Dog van de 44ste Amerikaanse President Barack Obama was een Portugese waterhond.[2]